# Katalog biblioteczny

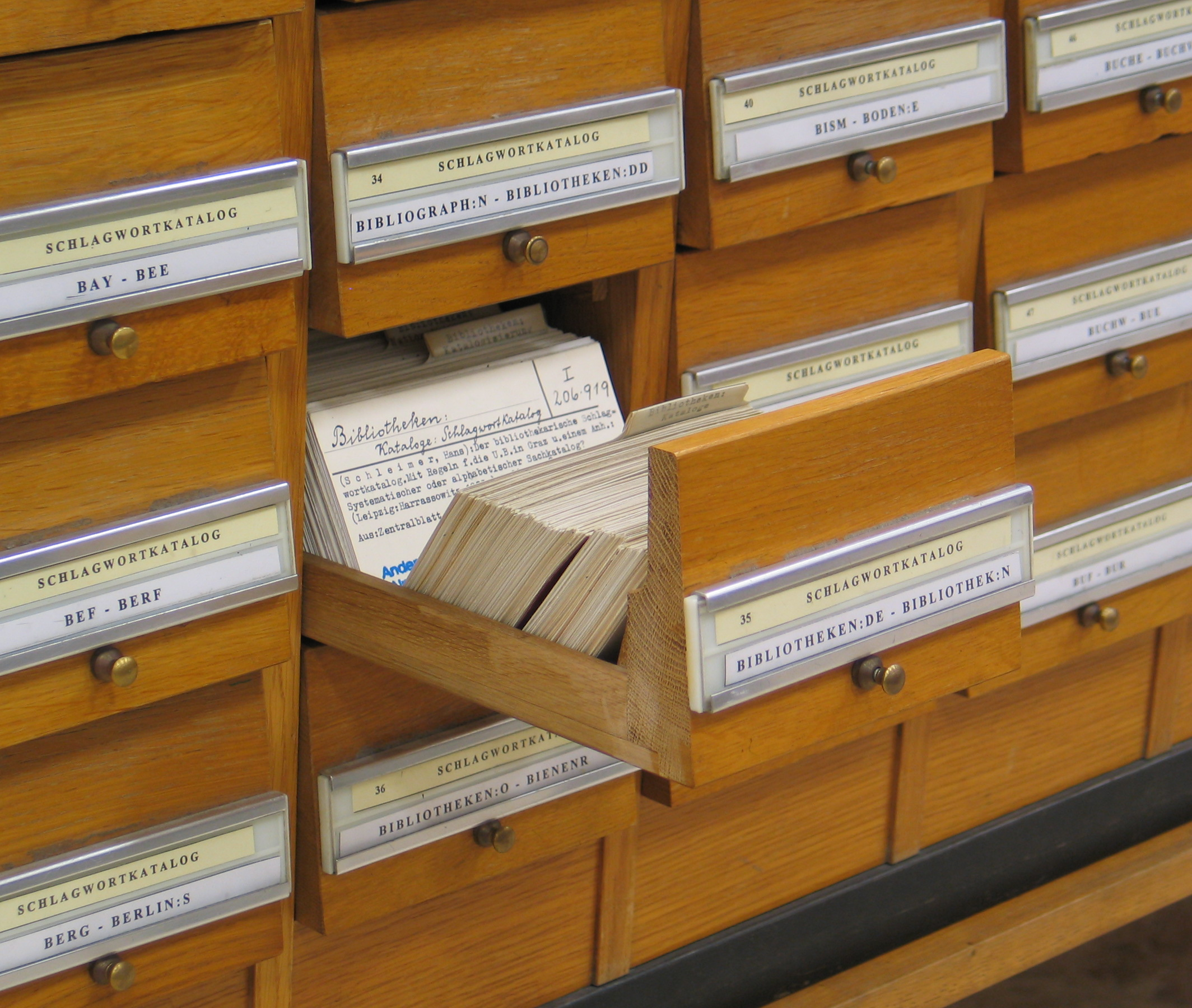
Katalog rzeczowy w postaci kartkowej

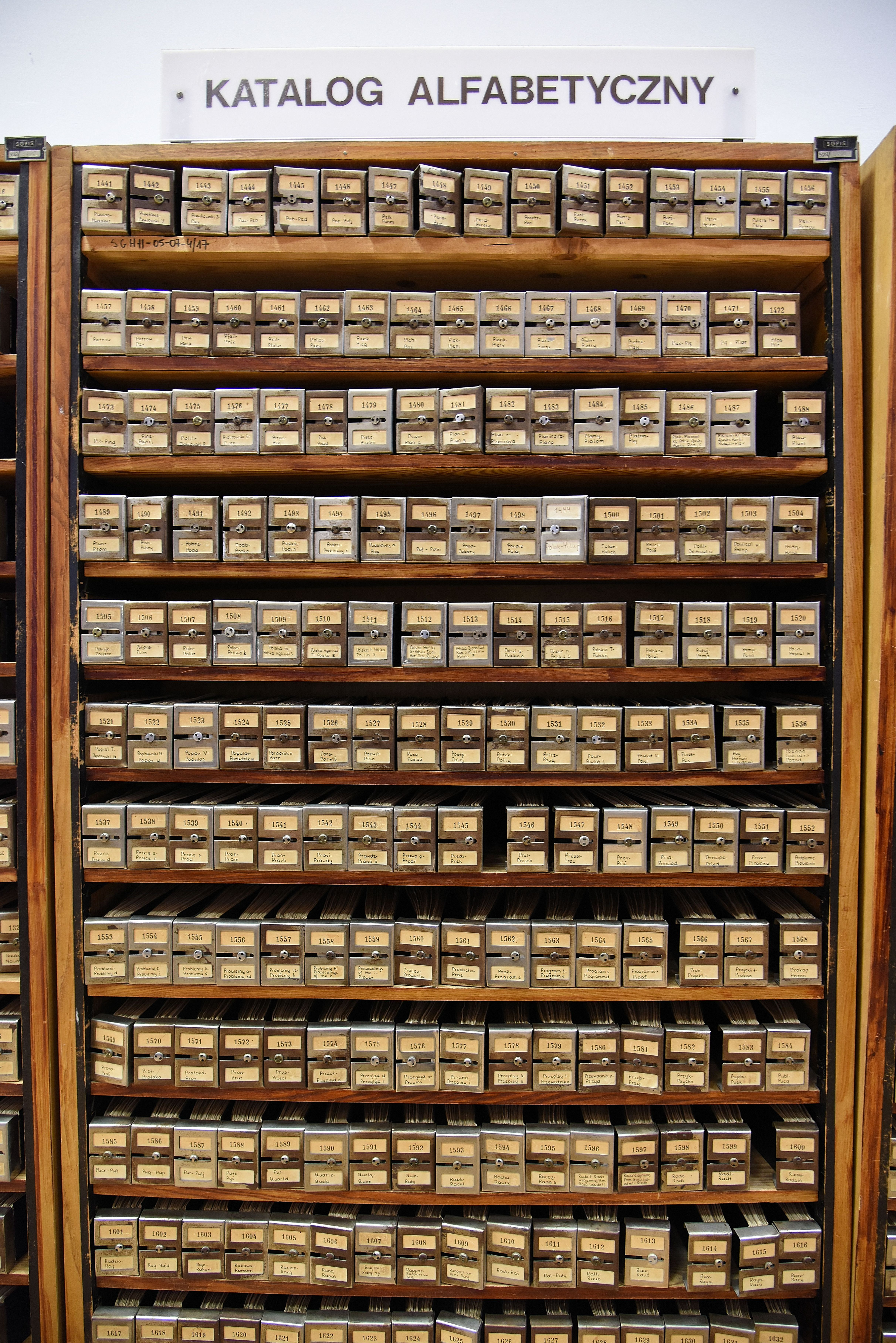
Katalog alfabetyczny w Bibliotece Szkoły Głównej Handlowej w Warszawie

Katalog (gr. katálogos – lista) – rejestr dokumentów bibliotecznych w sposób uporządkowany, ułatwiający ich odszukanie, podający ich cechy indywidualne i bibliograficzne oraz miejsce przechowywania.

## Podstawowe pojęcia
Katalog a opis bibliograficzny – katalog oprócz opisu bibliograficznego zawiera hasło i nagłówek. Hasło pełni metodę wyszukiwawczą i jest elementem szeregowania. 
Katalog a bibliografia – katalog to realny zbiór w bibliotece, polega na opisie egzemplarza zbioru istniejącego rzeczywiście. Katalog to nic innego jak system informacyjno-wyszukiwawczy. Natomiast bibliografia to spis wydań druków w oderwaniu od przynależności do danego miejsca w bibliotece.

## Typy katalogów
Rozróżniamy katalogi:
- Formalny dzieli się na – alfabetyczny, tytułowy i inne.

1. alfabetyczny – szeregujący opisy według nazw osobowych (autor, redaktor, tłumacz), korporatywnych (instytucji, organizacji), tytułów

- rzeczowy – typ katalogu w którym podstawą porządkowania opisów bibliograficznych dokumentów są ich cechy treściowe

1. rzeczowy-systematyczny – uporządkowany według dziedzin wiedzy, dyscyplin naukowych wyznaczonych przez schemat klasyfikacyjny przyjęty przez bibliotekę
2. rzeczowy-przedmiotowy – uporządkowany według haseł przedmiotowych określających zawartość dokumentu, formułowanych podobnie jak w encyklopedii – skupia tematy
3. rzeczowy-działowy – posiada kilka lub kilkanaście działów treściowych i nie wprowadza dalszego zróżnicowania,opisy katalogowe w obrębie działów uszeregowane są abecadłowo, chronologicznie lub przedmiotowo
4. rzeczowy-klasowy – grupuje opisy w obrębie klas(dziedzin wiedzy) ułożonych alfabetycznie, uznawany za prototyp katalogu przedmiotowego

- krzyżowy – łączący układ alfabetyczny i rzeczowy
- centralny – rejestruje zbiory dwu lub więcej bibliotek
- topograficzny – katalog biblioteczny, wykaz, rejestr obiektów, uszeregowany zgodnie z magazynowym ich porządkiem, według sygnatur. Stanowi uzupełnienie inwentarza przy systematycznym ustawieniu zbiorów. Przy ustawieniu według numerus currens funkcję katalogu topograficznego pełni inwentarz z numeracją bieżącą
- dziesiętny – podzielony jest na dziesięć głównych działów określających wiedzę, które z kolei są podzielone na dalsze poddziały. Jest to najbardziej powszechny system katalogowania

## Narodziny katalogu
Historia katalogów sięga starożytności. Opisy towarzyszyły bibliotekom w Grecji, Egipcie, Babilonie czy Syrii (Biblioteka Arystotelesa, Menofisa III czy świątyń Horusa). Pierwszym liczącym się katalogiem był katalog Biblioteki Aleksandryjskiej. Liczył do 500 000 zwojów rękopisów. Zbiór opracował bibliotekarz BA, Kallimach z Cyreny (III w. p.n.e.). Katalog obejmował 120 ksiąg znanych jako Pinakes (tablice spisane działowo). Opisy obejmowały nazwiska, tytuły, elementy biograficzne autorów, uwagi krytyczne. Katalog Biblioteki Aleksandryjskiej był jednocześnie bibliografią. Pinakes pojawiły się również w Rzymie.                
W średniowieczu głównymi centrami gromadzenia ksiąg były klasztory. Ich księgozbiory nie były zazwyczaj liczne, toteż nie potrzebowały spisów. 
Po wynalezieniu druku, ceny książek spadły, powstawało coraz więcej bibliotek. W XV wieku katalogi były pomocą dla bibliotekarzy, nie dla czytelników. W XVIII wieku książki zaczęły zawierać wartościowe informacje dla czytelnika. Na przełomie XVIII i XIX w. nastąpiły zmiany w relacji bibliotekarz-czytelnik. Wzrosła liczba bibliotek publicznych i naukowych. Gdy zbiory zaczęły przekraczać 400 000 egzemplarzy, potrzeba prostego opracowania książek stała się niezbędna. Katalogi stały się bardziej usystematyzowane, zaczęły także powstawać instrukcje ułatwiające opisanie dzieł w sposób dostępny i wyczerpujący.